# ディフェンスレス/密会
『ディフェンスレス/密会』（原題: Defenseless）は、マーティン・キャンベル監督によるアメリカ合衆国の映画である。

## キャスト
- バーバラ・ハーシー
- サム・シェパード
- メアリー・ベス・ハート
- J・T・ウォルシュ
- ケリー・オーヴァーベイ
- ジェイ・O・サンダース
- シェリー・ノース
- クリスティーン・エリス
- ランディ・ブルックス